# Bauernstock

Bauernstock im Wappen von Offenbüttel

Der Bauernstock ist ein  Altdithmarscher Wahrzeichen. Er wird auch Bauernstab genannt. Die Funktion war die Übermittlung von Nachrichten im Dorf, besonders die Einladungen zur Versammlung, auch früher Bauernversammlung genannt. In einer am Stock befestigten ledernen Tasche wurden die Bekanntmachungen/Nachrichten gesteckt und so weiter befördert. In Agethorst wird ein Stock, „De Burstock“, von 1757 aufbewahrt.
Im Wappen von Offenbüttel ist dieses seit Jahrhunderten bei den Bauern in Gebrauch gewesene Stück abgebildet. Er ist in der Heraldik eine gemeine Figur.
Zu besonderer Ehre ist der Bauernstock in der Stadt Marne gekommen. Seit 1930 wird er als Abzeichen für Abiturienten verwendet.  Als Anhänger an einer Kette erhalten die weiblichen und als Anstecknadel die männlichen Abiturienten nach bestandener Reifeprüfung dieses Stiftungsstück des Marner Bürgermeisters zur Abschlussfeier.
Im städtischen Museum von Marne in Dithmarschen wird ein alter Bauernstab aufbewahrt.